# Monolith Productions
Monolith Productions je americký vývojář videoher sídlící v Kirklandu ve státě Washington. Firma byla založena 25. října 1994 a od roku 2004 se jedná o dceřinou společnost Warner Bros. Games.

## Historie
Monolith Productions založili 25. října 1994 Bryan Bouwman, Brian Goble, Brian Waite, Garrett Price, Jace Hall, Paul Renault a Toby Gladwell.
Společnost se v 90. letech 20. století stala průkopníkem v oblasti 3D herních enginů. Engine s názvem LithTech vzbudil velkou pozornost společnosti Microsoft a původně měl sloužit jako základ grafického rozhraní DirectX. Později se spolupráce se společností Microsoft neuskutečnila, a proto společnost Monolith pokračovala ve vývoji LithTechu samostatně. LithTech byl poprvé použit ve střílečce z pohledu první osoby Shogo: Mobile Armor Division.
Společnost Monolith Productions je známá především díky sériím Blood, No One Lives Forever a F.E.A.R.
V roce 2004 byl Monolith koupen společností Warner Bros Interactive Entertainment (nyní Warner Bros. Games).
V roce 2017 společnost vydala titul Middle-earth: Shadow of War, který navázal na hru Middle-earth: Shadow of Mordor z roku 2014.
V roce 2021 společnost oznámila, že vyvíjí videohru s Wonder Woman v hlavní roli.

## Tituly

### Vyvinuté tituly
| Rok           | Název                                           | Platformy                                                                         | Vydavatel                                      |
| ------------- | ----------------------------------------------- | --------------------------------------------------------------------------------- | ---------------------------------------------- |
| 1997          | Blood                                           | Microsoft Windows, MS-DOS                                                         | Atari, Eidos Interactive                       |
| 1997          | Captain Claw                                    | Microsoft Windows                                                                 | Takarajimasha, WizardWorks                     |
| 1998          | Get Medieval                                    | Microsoft Windows                                                                 | Microïds                                       |
| 1998          | Shogo: Mobile Armor Division                    | AmigaOS, Linux, Mac OS, Microsoft Windows                                         | Microïds, Titan Computer                       |
| 1998          | Blood II: The Chosen                            | Microsoft Windows                                                                 | Atari                                          |
| 1999          | Gruntz                                          | Microsoft Windows                                                                 | Monolith Productions                           |
| 1999          | TNN Outdoors Pro Hunter 2                       | Microsoft Windows                                                                 | American Softworks Corporation                 |
| 2000          | Sanity: Aiken's Artifact                        | Microsoft Windows                                                                 | Fox Interactive                                |
| 2000          | The Operative: No One Lives Forever             | Mac OS, Microsoft Windows, PlayStation 2                                          | Fox Interactive, MacPlay, Sierra Entertainment |
| 2001          | Tex Atomic's Big Bot Battles                    | Microsoft Windows                                                                 | Real Networks                                  |
| 2001          | Aliens Versus Predator 2                        | Mac OS, Microsoft Windows                                                         | Sierra Entertainment                           |
| 2002          | No One Lives Forever 2: A Spy In H.A.R.M.'s Way | Mac OS, Microsoft Windows                                                         | MacPlay, Sierra Entertainment, Vivendi Games   |
| 2003          | Tron 2.0                                        | Game Boy Advance, Mac OS, Microsoft Windows, Xbox                                 | Buena Vista Games, Disney Interactive, MacPlay |
| 2003          | Contract J.A.C.K.                               | Microsoft Windows                                                                 | Sierra Entertainment, Vivendi Games            |
| 2005          | The Matrix Online                               | Microsoft Windows                                                                 | Sega, Warner Bros. Games                       |
| 2005          | F.E.A.R.                                        | Microsoft Windows, PlayStation 3, Xbox 360                                        | Vivendi Games                                  |
| 2005          | Condemned: Criminal Origins                     | Microsoft Windows, Xbox 360                                                       | Sega                                           |
| 2008          | Condemned 2                                     | PlayStation 3, Xbox 360                                                           | Sega                                           |
| 2009          | F.E.A.R. 2: Project Origin                      | Microsoft Windows, PlayStation 3, Xbox 360                                        | Warner Bros. Games                             |
| 2012          | Gotham City Impostors                           | Microsoft Windows, PlayStation 3, Xbox 360                                        | Warner Bros. Games                             |
| 2012          | Guardians of Middle-earth                       | Microsoft Windows, PlayStation 3, Xbox 360                                        | Warner Bros. Games                             |
| 2014          | Middle-earth: Shadow of Mordor                  | Linux, Microsoft Windows, MacOS, PlayStation 3, PlayStation 4, Xbox One, Xbox 360 | Warner Bros. Games                             |
| 2017          | Middle-earth: Shadow of War                     | Microsoft Windows, PlayStation 4, Xbox One                                        | Warner Bros. Games                             |
| bude oznámeno | Wonder Woman                                    | bude oznámeno                                                                     | bude oznámeno                                  |

### Vydané tituly
| Rok  | Název                                | Platformy                                 | Vývojář                                     |
| ---- | ------------------------------------ | ----------------------------------------- | ------------------------------------------- |
| 1994 | Maabus                               | MS-DOS                                    | Microforum                                  |
| 1998 | Rage of Mages                        | Microsoft Windows                         | Nival Interactive                           |
| 1999 | Rage of Mages II: Necromancer        | Microsoft Windows                         | Nival Interactive                           |
| 1999 | Septerra Core: Legacy of the Creator | Microsoft Windows                         | Valkyrie Studios                            |
| 1999 | Gorky 17                             | AmigaOS, Linux, Mac OS, Microsoft Windows | Metropolis Software, Hyperion Entertainment |